# Koncertmester
En koncertmester er den violinist i et orkester, der er udpeget til at være mellemleder mellem dirigent og det øvrige orkester.
Når der er tale om et stort orkester, er koncertmester mellemleder mellem dirigent og strygergruppen. Dette er en praktisk foranstaltning, når eksempelvis dirigenten er gæstedirigent med manglende kendskab til orkestermedlemmerne.
Koncertmesteren kan også, om nødvendigt, træde i dirigentens sted.
| Musik | Spire Denne musikartikel er en spire som bør udbygges. Du er velkommen til at hjælpe Wikipedia ved at udvide den. |